# Qurrà
Qurrà és el nom donat a un grup de rebels contra el califa Uthman ibn Affan i més tard contra Alí ibn Abi-Tàlib quan va acceptar l'arbitratge.
Inicialment es pensava que el nom significava "lectors de l'Alcorà", qari, pl. qurrà, en àrab, però investigacions més recents han arribat a la conclusió que el nom deriva de qarawi, "vilatà", o ahl al-qura, "gent de poble", "vilatans".
Els qurrà haurien participat en les guerres contra els sassànides i s'haurien establert en terres del sud de l'Iraq. Tanmateix, a partir d'un determinat moment, durant el califat d'Uthman, sembla que s'haurien sentit amenaçats en els seus privilegis i possessions, raó per la qual s'haurien revoltat.